# Edukacja regionalna
Edukacja regionalna – dział edukacji obejmujący szeroki zakres zagadnień od nauk humanistycznych przez społeczne po nauki przyrodnicze i techniczne, zajmujący się określonym regionem pojmowanym w mikroskali, odnoszącym się do gminy, powiatu i województwa. Zajmuje się związkami pomiędzy małą i wielką ojczyzną.